# Nestore Leoni
Pour les articles homonymes, voir Leoni.
Nestore Leoni, né le 14 février 1862 à L'Aquila et mort dans les années 1940 à Rome est un peintre miniaturiste italien.

## Biographie
Nestore Leoni est né le 14 février 1862,. Il réside à Florence.

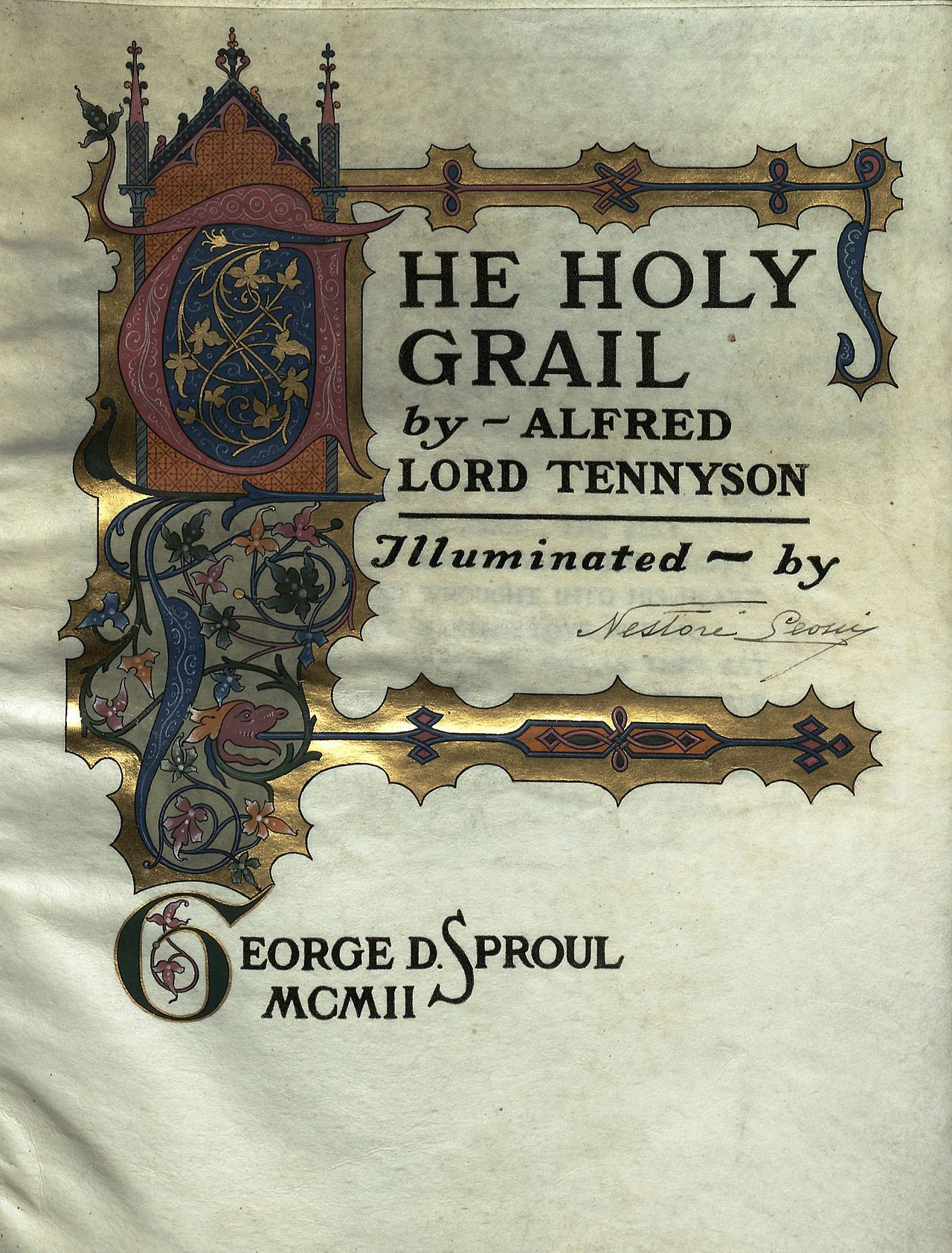
Enluminure de Leoni pour une édition de 1902 du livre The Holy Grail d'Alfred Tennyson.

Il a illustré De Viris Illustribus de Pétrarque, Les Sonnets de Shakespeare, la Constitution argentine et d'autres œuvres.
Nestore Leoni est mort en 1940 à Rome d'après le Bénézit, 1942 d'après l'Enciclopedia Curcio per tutti ou en 1947,. 